# Виндалиум
Виндалиум (лат. Vindalium) — город в Галлии, при слиянии pек Россы и Сорги, к северу от нынешнего г. Авиньон.
Здесь 10 августа 122 года до н. э. галльское племя арвернов под предводительством Витуита вступило в бой с римским проконсулом Гнеем Дамицием Агенобарбом. Напуганные впервые появившимися в римских войсках африканскими слонами, арверны потерпели поражение, a Витуит был взят в плен.
Ныне на этом месте находится город Бедаррид.